# 柳澤孝彦
柳澤 孝彦（やなぎさわ たかひこ、1935年1月1日 - 2017年8月14日 ）は、日本の建築家。

## 人物・来歴
長野県松本市出身。長野県松本深志高等学校を経て、東京芸術大学美術学部建築科を卒業後、竹中工務店・設計部入社。東京本店設計部長を務めた。
1986年の新国立劇場（当時の仮称：第二国立劇場）国際建築設計競技で最優秀賞となったのを機に独立、同年9月TAK建築・都市計画研究所を設立した。東京都現代美術館などの公共建築を多く手がけている。
2017年8月14日、前立腺がんのため東京都内の病院で死去。82歳没。

## 作品
- 1981年　MOA美術館
- 1982年　日蓮宗総本山身延山久遠寺大本堂
- 1983年　大手センタービル
- 1984年　有楽町マリオン

以下は独立後の作品

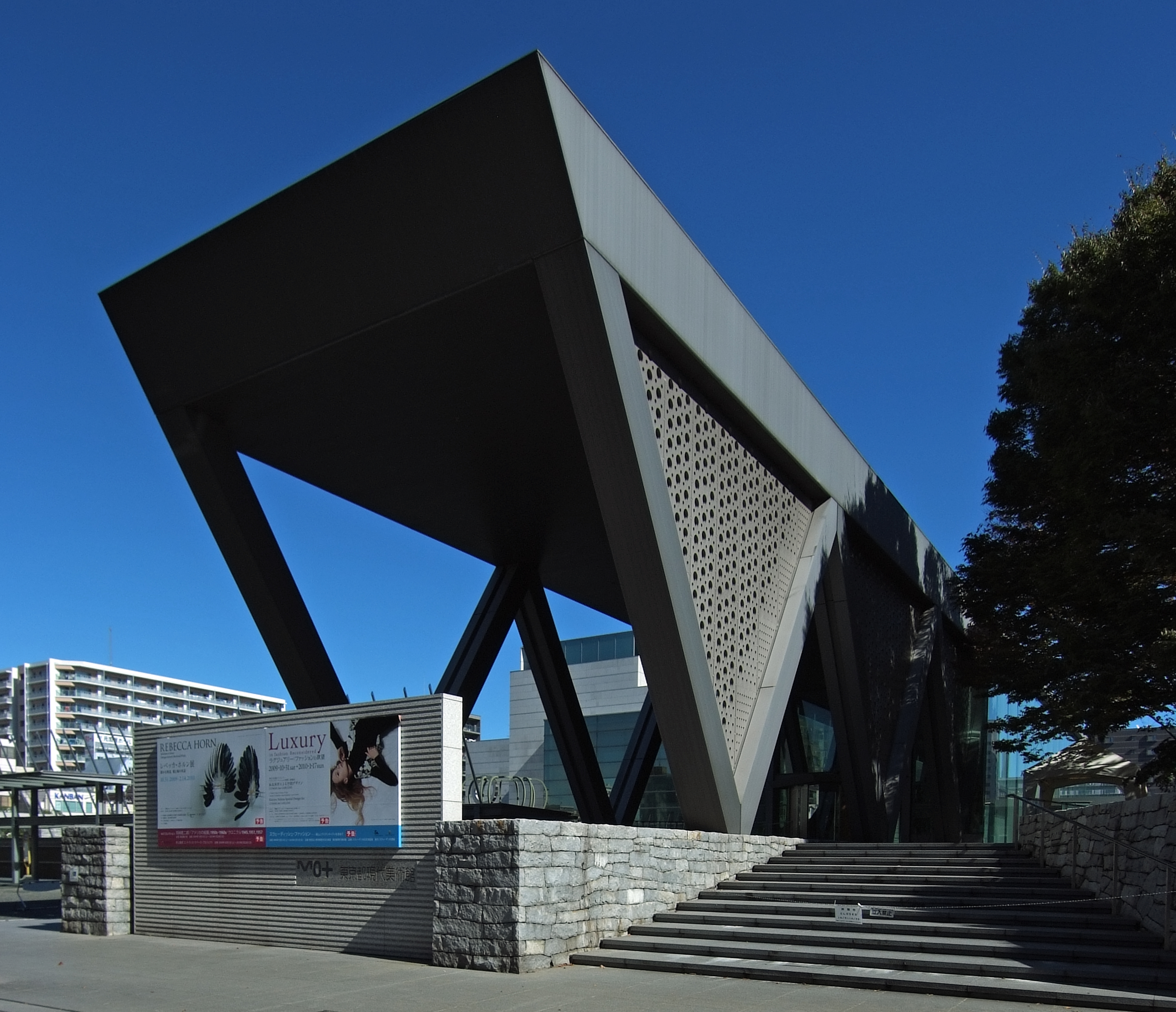
東京都現代美術館

- 1988年　真鶴町立中川一政美術館　（吉田五十八賞1990年受賞）
- 1992年　郡山市立美術館
- 1993年　窪田空穂記念館
- 1994年　東京都現代美術館
- 1995年　富岡市立美術博物館・福沢一郎記念美術館
- 1995年　三鷹市芸術文化センター
- 1997年　新国立劇場
- 1997年　さいたま文学館・桶川市民ホール
- 1997年　ひかり味噌本社屋
- 1999年　東京オペラシティ
- 2002年　高根町ふれあい交流ホール
- 2004年　芦野温泉ホテル本館
- 2004年　軽井沢・プリンスショッピングプラザ　レストラン
- 2005年　奥田元宋・小由女美術館
- 2006年　松本深志教育会館
- 2006年　一葉記念館
- 2006年　国立ハンセン病資料館
- 2006年　新佐久教育会館
- 2007年　川口町滞在型宿泊・研修施設
- 2010年　国営武蔵丘陵森林公園中央口センター棟
- 2010年　国立中央青少年交流の家
- 2010年　日東光学ショールーム・金子茶房
- 2011年　国立清水海上技術短期大学校総合実習棟
- 2011年　湯西川ダム管理施設等
- 2014年　静岡地方・家庭裁判所富士支部庁舎
- 2014年　上田市交流文化芸術センター・上田市立美術館
- 2015年　新潟県警察機動隊庁舎等
- 2016年　千葉県警察学校生徒寮
- 2019年　堺市民芸術文化ホール（フェニーチェ堺）

## 著書
- 『新国立劇場―HEART OF THE CITY』新建築社、1999年。